# Alexander Kochetz
Alexander Kochetz (en ukrainien : Олександр Антонович Кошиць et ukrainien : Кошиц, Александр Антонович) et en russe : Александр Антонович Кошиц, 1875-1944) est un chef d'orchestre, musicologue, ethnologue et musicien ukrainien du début du XXe siècle.

## Biographie
Né dans le gouvernement de Kiev, il étudie à l'université nationale Académie Mohyla de Kiev, à l'école Lyssenko ainsi qu'à l'Académie de musique Tchaïkovski de Kiev.

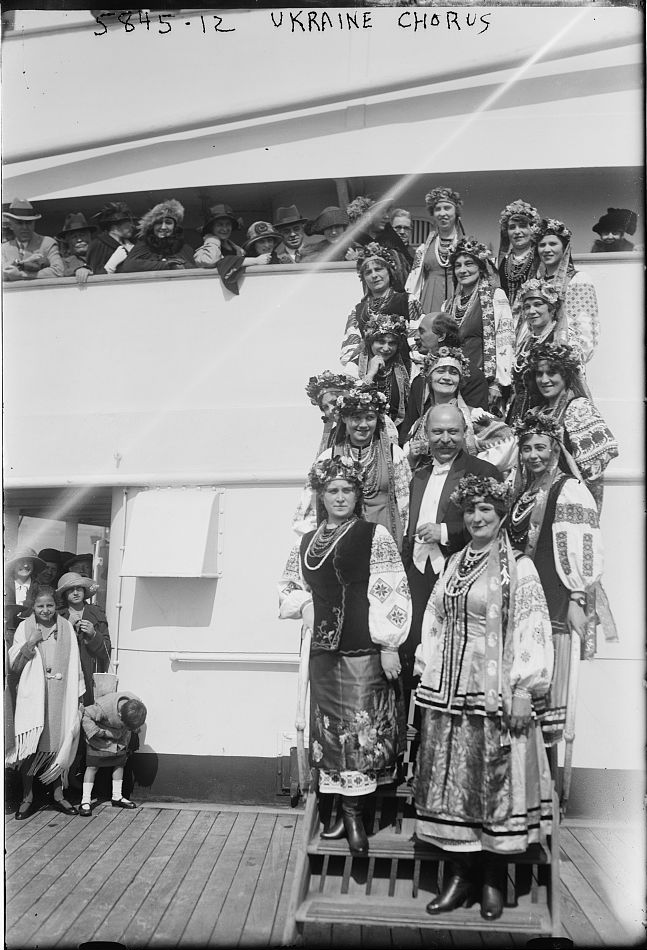
Kochetz et le Chœur national ukrainien en 1924.

Après la Première Guerre mondiale, il participe à la fondation du Chœur national ukrainien. Chœur qui fait des tournées en Europe et en Amérique. Amérique où il collecte des chants ukrainiens puis enseignait à WInnipeg à partir de 1941.

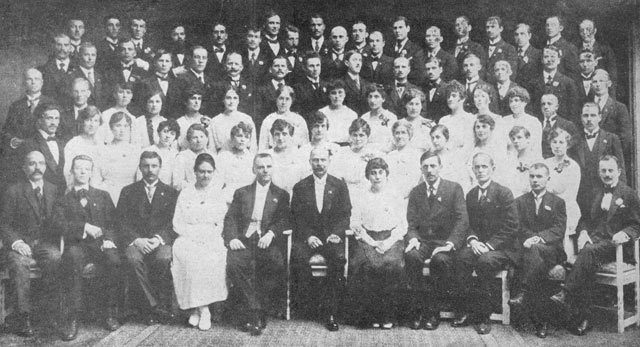
Concert de Prague en 1919.